# Ruta 417 (Costa Rica)
La Ruta 417, oficialmente Ruta Nacional Terciaria 417, es una ruta nacional de Costa Rica ubicada en la provincia de Cartago.

## Descripción
Es la principal ruta de acceso al Parque nacional Volcán Turrialba.
En la provincia de Cartago, la ruta atraviesa el cantón de Turrialba (el distrito de Santa Cruz), el cantón de Alvarado (los distritos de Pacayas, Capellades).

## Historia
Hay un conflicto de interés entre el gobierno y las fincas aledañas, las cuales pretenden declarar la ruta privada.